# Dilocarcinus truncatus
Dilocarcinus truncatus är en kräftdjursart som beskrevs av Rodríguez 1992. Dilocarcinus truncatus ingår i släktet Dilocarcinus och familjen Trichodactylidae. IUCN kategoriserar arten globalt som otillräckligt studerad. Inga underarter finns listade i Catalogue of Life.